# Plosnatice
Pleuronectiformes (plosnatice), red riba iz razreda Actinopterygii (zrakoperke). Ove ribe u hrvatskom jeziku poznate su kao plosnatice (a u engl. flatfish). Ribe su dna često ukopane u pijesak odakle vrebaju plijen. Zbog svoga plosnatog izgleda prilagođenog životu na dnu, oba oka nalaze se na istoj strani glave. 
Red obuhvaća jednaest porodica:
1. Porodica Achiridae
2. Porodica Achiropsettidae
3. Porodica Bothidae
4. Porodica Citharidae
5. Porodica Cynoglossidae
6. Porodica Paralichthyidae
7. Porodica Pleuronectidae
8. Porodica Psettodidae
9. Porodica Samaridae
10. Porodica Scophthalmidae
11. Porodica Soleidae